# Séisme de 863 à Dvin
Le séisme de 863 à Dvin aurait eu lieu dans la ville de Dvin le 13 février 863.
Pendant le IXe siècle, Dvin est la seule ville « fortement peuplée » de l'Arménie sous domination musulmane. La ville fait alors partie du vaste Califat abbasside, tandis que sa population est de caractère multiethnique.
L'historien Hovhannès Draskhanakerttsi (Xe siècle) rapporte que le séisme affecte la résidence royale de Dvin. Il date le séisme à une date postérieure à la mort d'Achot Bagratouni, le prince des princes. Selon le récit de Hovhannès, le tremblement de terre cause de grands dégâts aux maisons de la ville, aux murs de défense, ainsi qu'aux palais. Les secousses provoquent la désolation dans la ville. De nombreuses personnes périssent au cours du premier séisme. Les survivants se réfugient sur les marchés et dans les rues de la ville, craignant que leurs maisons ne s'effondrent. Un temps hivernal avec un gel « piquant » affecte les survivants, et beaucoup d'entre eux souffrent d'engelures.
De son côté, l'historien Stépanos Taronetsi (Xe – XIe siècle) date le séisme sous le règne d'Achot Bagratouni. Plus précisément, situe le séisme dans la période du Carême, le jour-même du Petit Samedi. Selon son récit, le séisme tue de nombreuses personnes et détruit des maisons « luxueuses ». Il raconte que les secousses durèrent trois mois.
En revanche, l'historien Movsès Kaghankatvatsi (Xe – XIe siècle) affirme que les secousses durèrent une année entière. Il rapporte que 120 000 personnes sont englouties par l'abîme. Il date l'événement à l'année 318 du calendrier arménien, correspondant aux années 869 et 870 du calendrier chrétien.
La date du 13 février provient du calendrier palestino-géorgien, un texte liturgique datant du Xe siècle. Il indique que le séisme a lieu le jour de la fête de Démétrios de Thessalonique et de Martinien le Moine. Dans le calendrier liturgique byzantin, la fête de Démétrios de Thessalonique est célébrée le 26 octobre, et non le 13 février. Deux séismes ont lieu à Constantinople le jour de la fête de Démétrios de Thessalonique, l'un datant du 26 octobre 740 et l'autre du 26 octobre 989. Ces deux séismes sont commémorés dans la liturgie byzantine.
L'historien Thomas Arçrouni (XIe siècle) compare ce séisme à celui de Dvin en 893, et signale qu'il est moins important que celui de 893. Il date ce premier séisme comme ayant eu lieu pendant la période du mandat de Zacharie Ier de Tzak comme Catholicos de tous les Arméniens. En même temps, il date le séisme comme ayant eu lieu pendant la septième année de la captivité arménienne, ce qui correspondrait aux années 859 et 858 du calendrier chrétien.
De son côté, l'historien Samuel d'Ani (XIIe siècle) date le séisme comme ayant lieu pendant l'année 312 du calendrier arménien.
Dans les sources primaires, le séisme est diversement daté entre 861 et 869. L'incertitude liée à la chronologie peut s'expliquer par les différents systèmes chronologiques utilisés dans l'Arménie sous domination arabe. En outre, les historiens médiévaux rencontrent des difficultés quant à l'établissement d'une date exacte pour ce séisme.